# فيل فونتين
فيل فونتين هو سياسي كندي، ولد في 20 سبتمبر 1944.